# Tolpiodes brunnescens
Tolpiodes brunnescens là một loài bướm đêm trong họ Noctuidae.